# Varalé
Varalé est une localité du nord-est de la Côte d'Ivoire et appartenant au département de Bouna, région de Bounkani. La localité de Varalé est un chef-lieu de commune.